# Darby Motor Car Company
Darby Motor Car Company war ein US-amerikanischer Hersteller von Automobilen.

## Unternehmensgeschichte
Das Unternehmen wurde 1909 in St. Louis in Missouri gegründet. C. T. Darby war der Konstrukteur und Namensgeber, während Harvey D. Dunham und Allen Whittemore die Geldgeber waren. Sie begannen mit der Produktion von Automobilen. Der Markenname lautete Darby. Die ersten beiden Fahrzeuge wurden vom 15. bis zum 20. Februar 1909 auf der Coliseum exhibition in St. Louis präsentiert. 1910 endete die Produktion. Insgesamt entstanden nur wenige Fahrzeuge. Eine Quelle gibt an, dass die Konkurrenz durch das Ford Modell T zu groß war.

## Fahrzeuge
Im Sortiment stand nur das Model 20. Ein Zweizylinder-Zweitaktmotor mit 16 PS Leistung trieb über ein Friktionsgetriebe und Kette die Hinterachse an. Das Fahrgestell hatte 254 cm Radstand. Zur Wahl standen ein dreisitziger Roadster und ein viersitziger Surrey.